# Хатамов, Рахмед Мамед оглы
Рахмед Мамед оглы Хатамов (17 июня 1925, Санджаради, Ленкоранский уезд — 15 февраля 1993, Санджаради, Астаринский район) — советский сержант, разведчик 526-го отдельного пулемётно-артиллерийского батальона, 118-го укреплённого района, 22-й армии, 2-го Прибалтийского фронта. Полный кавалер Ордена Славы.

## Биография
Родился 17 июня 1925 года в селе Санджаради, Ленкоранского уезда в крестьянской семье. По национальности талыш. После окончания 10 классов работал рабочим в лесопильном заводе.
С 1942 года призван в ряды РККА и  с 1943 года направлен в действующую армию — стрелок 1-го стрелкового батальона 164-го стрелкового полка 33-й стрелковой дивизии, с 1944 года — разведчик 526-го отдельного пулемётно-артиллерийского батальона, 118-го укреплённого района, 22-й армии, воевал на 2-м Прибалтийском фронте, участвовал во всех наступательных операциях своей дивизии и полка, был ранен.
С 19 по 23 сентября  1944 года  рядовой Р. М. Хатамов в боях за опорный пункт в 10 км северо.-западнее города Валга (Латвия), действуя находчиво и смело, своевременно передавал приказы командира в подразделения, что способствовало чёткому управлению ротами в бою. 20 сентября 1944 года, когда по стрелкам с тыла открыл огонь вражеский пулемёт, подполз к нему и забросал гранатами. Был представлен к награждению орденом Красной Звезды. За это 6 ноября 1944 года Указом Президиума Верховного Совета СССР Р. М. Хатамов был награждён Орденом Славы 3-й степени.
16 октября 1944 года в бою у города Митава был ранен. После госпиталя в свою часть не попал и службу продолжил в 526-м отдельном пулеметно-артиллерийском батальоне 118-го укрепрайона, разведчиком в разведвзводе.
3 февраля 1945 года выйдя с группой разведчиков в тыл противника в районе населенного пункта Стури ворвался в траншею противника, гранатой подорвал ручной пулемёт, вызвал панику среди врагов чем обеспечил захват контрольного пленного, который сообщил ценные сведения. В тот же день был представлен к наградждению орденом Красной Звезды.
С 7 декабря 1944 года по 1 февраля 1945 года  сержант Р. М. Хатамов участвовал в 14 поисках. 16 декабря 1944 года, одним из первых ворвавшись в траншею боевого охранения противника в районе населённого пункта Приэдниэки, уничтожил 8 гитлеровцев и пулемет. 10 марта 1945 года Указом Президиума Верховного Совета СССР Р. М. Хатамов был награждён Орденом Славы 2-й степени.
За время пребывания в разведке всегда ходил на задания в группе захвата, участвовал в 65 разведпоисках, в которых лично захватил 4-х «языков» и 10 раз добывал и доставлял командованию ценные документы, уничтожил 46 гитлеровцев.
16 февраля 1945 года Указом Президиума Верховного Совета СССР Р. М. Хатамов  был награждён Орденом Славы 2-й степени. 30 ноября 1977 года Указом Президиума Верховного Совета СССР Р. М. Хатамов  был перенаграждён Орденом Славы 1-й степени.
В 1947 году  Р. М. Хатамов был демобилизован из Советской армии. Работал бухгалтером в совхозе. Умер 15 февраля 1993 года в родном селе Санджаради.

## Награды
- Орден Славы I степени (1977)
- Орден Славы II степени (1945)
- Орден Славы III степени (1944)
- Орден Отечественной войны I степени (1985) и II степени (1945)
- Медаль «За отвагу» (1944)